# Рожний Врх (Целє)
Рожний Врх (словен. Rožni Vrh) — поселення в общині Целє, Савинський регіон, Словенія. 
Висота над рівнем моря: 348 м.